# VK Fortuna Odense
VK Fortuna Odense är en volleybollklubb från Odense, Danmark.
Klubben har sitt ursprung i VK Fortuna 73 som bildades 1973 genom en sammanslagning av Nyborg VK (som hade ett damlag) och Bolbro VBK som hade ett starkt ungdomslag, men inget seniorlag i seriespel. Efter ett turbulent 1970-tal som slutade det att de dåvarande seniorspelarna lämnade klubben och att de äldsta ungdomsspelarna bildade nya dam- och herrseniorlag gick utvecklingen snabbt fram under 1980-talet. Bägge lagen nådde högsta divisionen och damlaget vann danska mästerskapet 1992. Klubben slogs 1994 samman med Bellinge IF, som hade ett starkt herrlag. Den har haft sitt nuvarande namn sedan 1997.
Damlaget vann senare mästerskapet också 2005-2006, 2006-2007, 2007-2008 och 2009-2010.
Herrlaget har som bäst kommit trea, vilket de gjorde 1989 och 1991.